# Megan (nave)
La Megan precedentemente GO Searcher, è una nave di rifornimento offshore. È stata impiegata dalla SpaceX per il recupero della navicella Dragon, ed è attualmente impiegata come principale nave da recupero della navicella Dragon 2 al termine di una missione o durante alcuni scenari di interruzione.
Sia la Megan che la GO Navigator sono identiche e dotate di un centro di cure mediche, eliporto, telaio di sollevamento posto a poppa ecc.

## Storia
La GO Searcher è stata acquistata da SpaceX come una nave di supporto di riserva, nel caso in cui la GO Navigator fallisca la missione a causa di un problema tecnico.
Tuttavia, tra aprile e maggio 2019, la GO Searcher insieme alla gemella GO Navigator è stata temporaneamente riassegnata alle operazioni di recupero le metà della carenatura per le missioni ArabSat-6A, Starlink 0.9, STP-2 e Amos-17. La nave ebbe successo e consegnò una metà della carenatura a Port Canaveral durante ogni missione.
"GO" è l'acronimo di Guice Offshore, proprietario e gestore di questo tipo di navi.
All'inizio del 2022, la nave è stata ribattezzata Megan.

## Recupero navette
Questa nave, esattamente come la sua gemella GO Navigator, viene utilizzata per il recupero delle navette Crew Dragon e Cargo Dragon immediatamente dopo lo Splash Down nell'oceano.

### Recupero Crew Dragon
Non appena la navicella esegue lo Splash Down nell'oceano, viene raggiunta da piccole imbarcazioni ad avvicinamento rapido che dopo aver condotto delle verifiche collegano i cavi di recupero tra la nave e la capsula, e quindi la capsula viene con cura avvicinata alla nave e successivamente sollevata dall'acqua tramite il telaio di sollevamento, e posta su una apposita sella chiamata nido. Non appena la navetta viene sganciata dal telaio di sollevamento, il nido viene fatto avanzare verso il centro della nave dove viene assicurata e successivamente inizieranno le operazioni di apertura del portello per lo sbarco dell'equipaggio. Una volta che l'equipaggio sarà sbarcato a bordo della nave di recupero, quest'ultima farà rientro a Cape Canaveral. La NASA richiede a SpaceX di far sbarcare l'equipaggio entro 60 minuti dall'ammaraggio.
In caso di emergenza medica o di ammaraggio lontano da Cape Canaveral, un elicottero atterrerà sull'eliporto della nave e trasporterà gli astronauti a terra in tutta sicurezza.

### Recupero Cargo Dragon
Esattamente come avviene per la Crew Dragon, anche la Cargo Dragon, non appena la navicella esegue lo Splash Down nell'oceano, viene raggiunta da piccole imbarcazioni ad avvicinamento rapido che dopo aver condotto delle verifiche collegano i cavi di recupero tra la nave e la capsula, e quindi la capsula viene con cura avvicinata alla nave di supporto, e successivamente sollevata dall'acqua tramite il telaio di sollevamento, e posta su una apposita sella chiamata nido. Non appena la navetta viene sganciata dal telaio di sollevamento, il nido viene fatto avanzare verso il centro della nave dove viene assicurata e successivamente inizieranno le operazioni di apertura del portello. Una volta aperto il portello gli addetti della squadra di recupero prelevano gli esperimenti più importanti dalla stiva della Cargo Dragon, inviandoli in volo al Kennedy Space Center nelle mani dei ricercatori, mentre la nave farà rientro a Cape Canaveral.
La Cargo Dragon a differenza della Dragon 1 non rientra al largo della California, ma bensì al largo di Cape Canaveral, così facendo nel giro di 4 – 9 ore la nave fa ritorno in porto dove viene scaricato il restante carico scientifico.

## Missioni

### Missioni di supporto per recupero Dragon Endeavour
La nave ebbe un ruolo di supporto durante il rientro della missione Demo 2 la cui capsula fu recuperata dalla nave GO Navigator.

### Missioni di recupero
| N° | Data              | Missione                | Ruolo                              | Stato          |
| -- | ----------------- | ----------------------- | ---------------------------------- | -------------- |
| 1  | 2 marzo 2019      | Demo Drago Equipaggio-1 | Recupero capsula                   | Recuperata     |
| 2  | 11 aprile 2019    | ArabSat 6A              | Recupero carenatura                | Non recuperata |
| 3  | 24 maggio 2019    | Starlink                | Recupero carenatura                | Non recuperata |
| 4  | 25 giugno 2019    | STP-2                   | Recupero carenatura                | Non recuperata |
| 5  | 6 agosto 2019     | Amos-17                 | Recupero carenatura                | Non recuperata |
| 6  | 11 novembre 2019  | Starlink-2              | Recupero carenatura                | Non recuperata |
| 7  | 11 marzo 2020     | Starlink 20             | Recupero carenatura                | Non recuperata |
| 8  | 2 agosto 2020     | Crew Dragon Demo-2      | Recupero di Crew Dragon Endeavour  | Recuperata     |
| 9  | 14 marzo 2021     | Starlink 21             | Recupero carenatura                | Non recuperata |
| 10 | 26 maggio 2021    | Starlink 28             | Recupero carenatura                | Non recuperata |
| 11 | 6 giugno 2021     | SXM-8                   | Recupero carenatura                | Recuperata     |
| 12 | 18 settembre 2021 | Ispiration4             | Recupero di Crew Dragon Resilience | Recuperata     |
| 13 | 25 aprile 2022    | Axiom Mission 1         | Recupero di Crew Dragon Endeavour  | Recuperata     |

## Incidenti
- Secondo United States Coast Guard, il 9 maggio 2020, mentre veniva recuperata la capsula SpaceX Dragon 2, equipaggio GO Searcher's ha recuperato un uomo dal Oceano Atlantico.[4][5][6]

## Galleria d'immagini

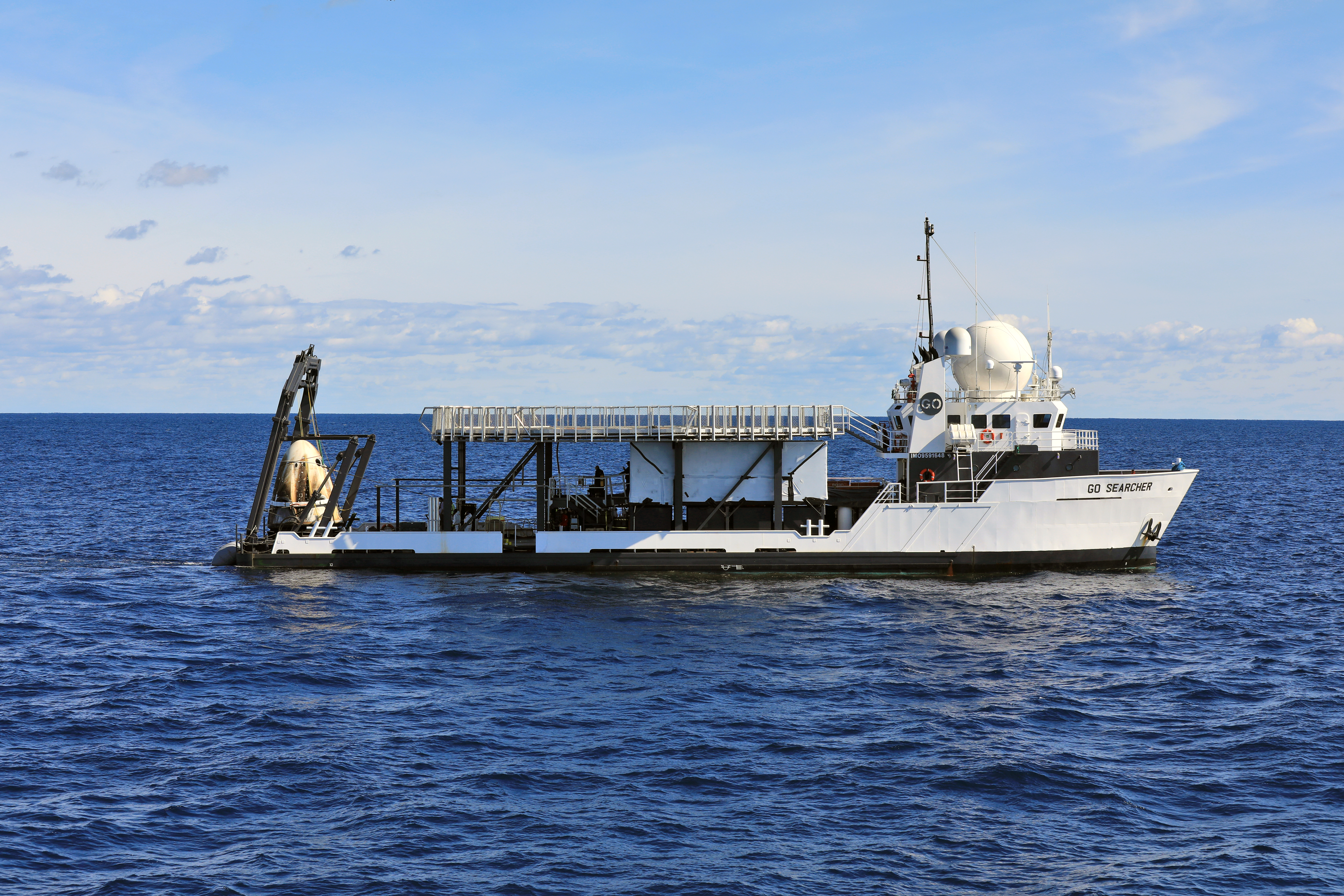
GO Searcher, nell'Oceano Atlantico, a circa 200 miglia dalla costa orientale della Florida, l'8 marzo 2019
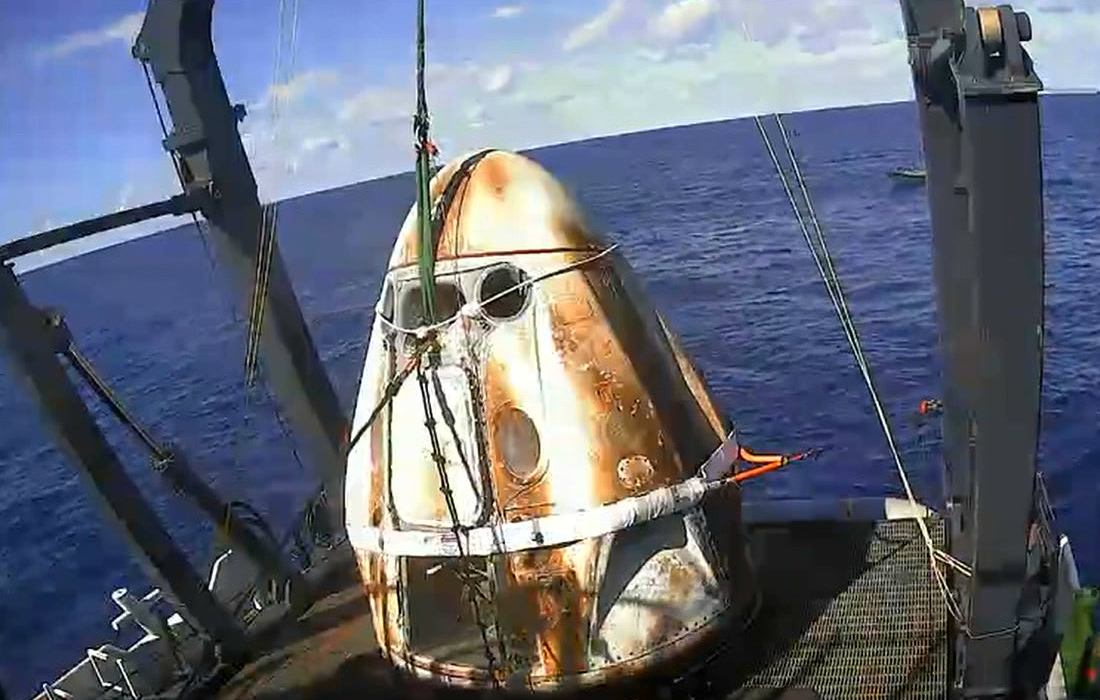
La navicella spaziale Demo-1 Crew Dragon di SpaceX a bordo della nave di recupero della compagnia, GO Searcher, dopo lo schianto alle 8:45 EST dell'8 marzo 2019.
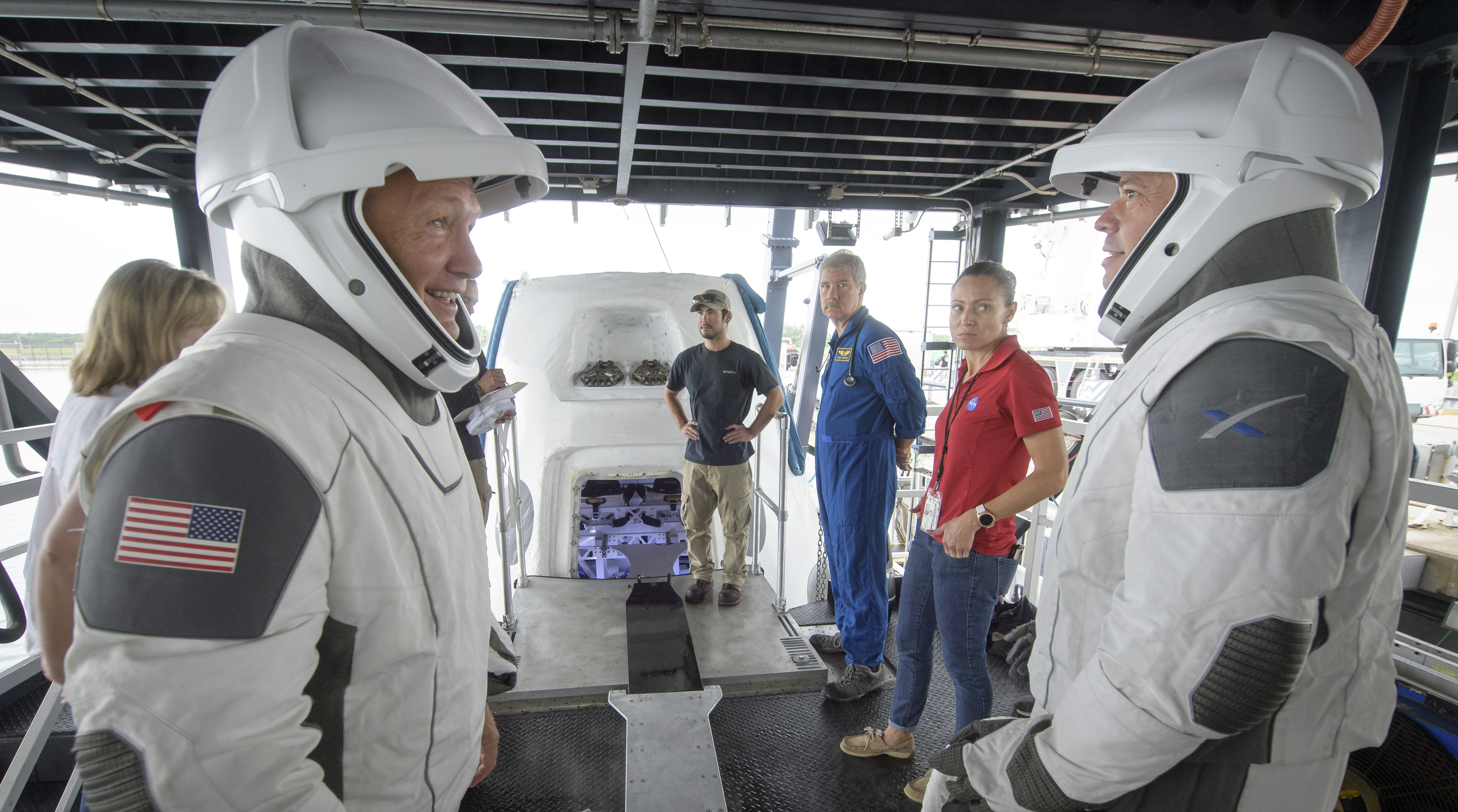
Il 13 agosto 2019, gli astronauti della NASA Douglas Hurley, sono partiti e Robert Behnken su GO Searcher, provando l'estrazione dell'equipaggio di Crew Dragon con squadre della NASA e SpaceX.